# Буцький район
Буцький район   — адміністративно-територіальна одиниця утворена в 1923 році в складі Уманської округи. Районний центр — село Буки.
З 27 лютого 1932 року район в складі Київської, з 7 січня 1954 року у складі новоствореної Черкаської області. 
Станом на 1 вересня 1946 року в районі було 30 населених пункта, які підпорядковувались 22 сільським радам. З них 23 села і 7 хуторів:
- села: Антонівка, Багва, Березівка, Беринка, Буки, Кислин, Крачківка, Кривець, Кути, Лісове, Нова Гребля, Павлівка, Попівка, Ризине, Рубаний Міст, Русалівка, Тинівка, Улянівка, Чемериське, Червоний Кут, Чорна Кам'янка, Шубині Стави, Юрпіль;
- хутори: Барвінок, Зелений Гай, Михайлівка, Розкошівка, Рудка, Софіївка, Червона Зірка.

Район ліквідований у листопаді 1959 року, а його населені пункти відійшли до Маньківського, Лисянського, Жашківського, Звенигородського і Тальнівського районів.